# Испанска кръсточовка
Испанската кръсточовка (Loxia megaplaga) е вид птица от семейство Чинкови (Fringillidae). Видът е застрашен от изчезване.

## Разпространение и местообитание
Разпространен е в Доминиканската република и Хаити.